# کولاک (شهود)
کولاک (به ترکی استانبولی: Kulak) یک منطقهٔ مسکونی در ترکیه است که در شهود (شهر) واقع شده‌است.